# (5171) Augustesen
(5171) Augustesen – planetoida z grupy pasa głównego asteroid okrążająca Słońce w ciągu 3,77 lat w średniej odległości 2,42 j.a. Odkrył ją Poul Jensen 8 września 1988 roku w Obserwatorium Brorfelde. Nazwa planetoidy pochodzi od Karla Augustesena (ur. 1945) – duńskiego astronoma.